# Герард Дау
Герит Доу или Герард Доу (хол. Gerard Dou,  Gerard Douw, Gerrit Dou; Лајден, 7. април 1613 — Лајден, 9. фебруар 1675) је био холандски сликар из Златног века, припадник школе „лајденских фијншилдера“ (Fijnschilder). Специјализовао се за жанр сликарство, одразе у сферном огледалу, и сцене обасјане светлошћу свећа са јаким кјароскуро ефектима.
Са 15 година постао је Рембрантов ученик, и код њега је радио три године. Од великог мајстора је научио вештину употребе боја и суптилне ефекте светло-тамних контраста. Рембрантов стил је видљив у раним Доуовим радовима. Релативно рано у каријери развио је сопствени стил, понегде супротан стилу свога великог учитеља. Пуно времена је посвећивао детаљима и прецизности сликања. Постоје анегдоте да је провео пет дана сликајући једну шаку, или да је сам правио своје фине четкице. Његове слике су увек биле малог формата. Данас му се приписује око 200 дела. 